# 内图 (1989年)
诺尔贝托·穆拉拉·内图（葡萄牙語：Norberto Murara Neto；1989年7月19日—），简称内图（葡萄牙語：Neto，發音：[ˈnɛtu]）是一名巴西足球运动员，司职守门员，现效力于巴甲球队保地花高。

## 俱乐部生涯
内图出自巴西球队巴拉纳竞技青训体系，2009年进入巴拉纳竞技一线队。2010赛季，他成为球队的主力门将。
2011年1月8日，内图转会加盟意大利足球甲级联赛球队佛罗伦萨。 2011年11月24日，他在意大利杯第四轮佛罗伦萨2比1击败恩波利的比赛出场，第一次代表佛罗伦萨在正式比赛亮相。2013/14赛季，他成为佛罗伦萨门将位置的第一选择。
2015年7月4日，内图以自由身加盟意大利足球甲级联赛球队尤文圖斯，簽約四年。
2019年6月27日，内图加盟巴塞罗那。
2022年轉至英超效力般尼茅夫。
2024-2025球季從般尼茅夫外借阿仙奴。

## 国家队生涯
2012年7月，内图入选巴西国奥队参加2012年伦敦奥运会男子足球比賽。由于主力门将卡布拉尔受伤，他成为球队主力门将，但之后主力位置被替代拉斐尔的加布里埃尔夺走，最终跟随巴西获得奥运会比赛银牌。

## 榮譽

### 球會
尤文图斯
- 義甲冠軍：2015–16、2016–17
- 意大利盃冠軍：2015–16、2016–17
- 意大利超級盃冠軍：2015

華倫西亞
- 西班牙國王盃冠軍：2018–19

巴塞隆拿
- 西班牙國王盃冠軍：2020–21

### 國家隊
巴西U23
- 奧運會銀牌：2012年

## 外部連結
- Soccerway資料庫：内图